# Javier Concepción
Javier Octavio Concepción Rojas est un joueur cubain de volley-ball né le 27 décembre 1997 à La Havane. Il joue au poste de central.

## Palmarès

### Équipe nationale
Championnat d'Amérique du Nord des moins de 19 ans:
- 2014

Championnat d'Amérique du Nord:
- 2019[1]
- 2015

Coupe Panaméricaine:
- 2016, 2019
- 2017, 2018

Coupe Panaméricaine des moins de 23 ans:
- 2018
- 2016

Coupe Panaméricaine des moins de 21 ans:
- 2017

Championnat du Monde des moins de 21 ans:
- 2017

Championnat du Monde des moins de 23 ans:
- 2017

Jeux Panaméricains:
- 2019

### Distinctions individuelles
- 2014: Meilleur central Championnat d'Amérique du Nord des moins de 19 ans
- 2017: Meilleur central Coupe Panaméricaine des moins de 21 ans